# U-Bahnhof Depo Hostivař

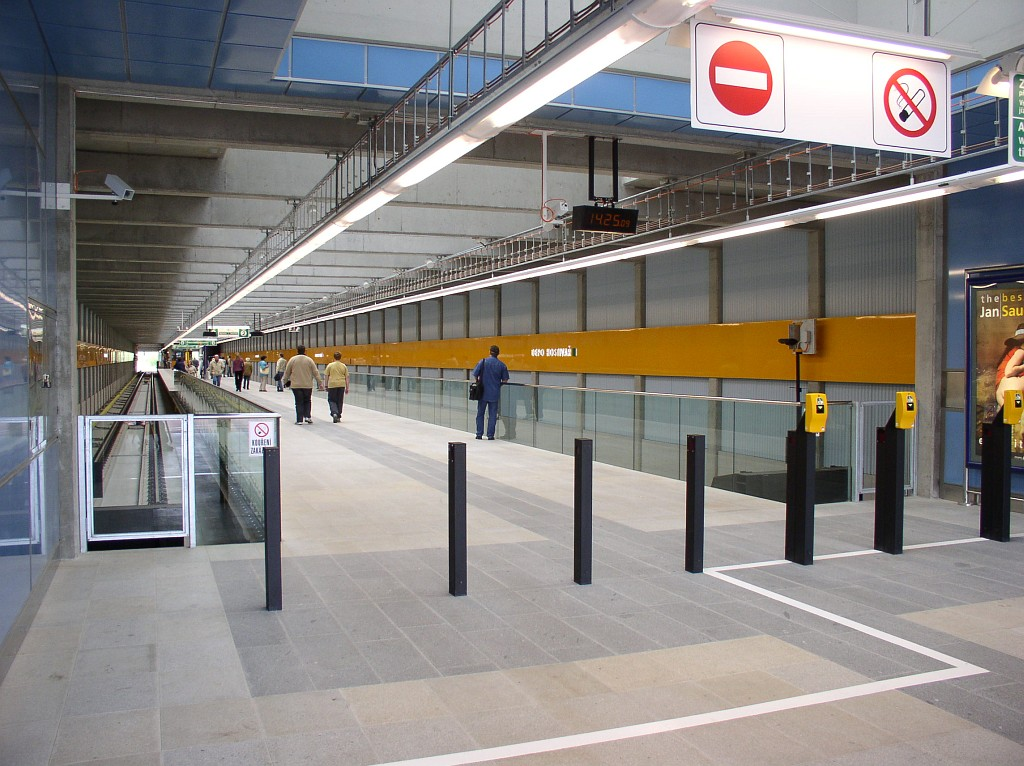
Bahnsteig

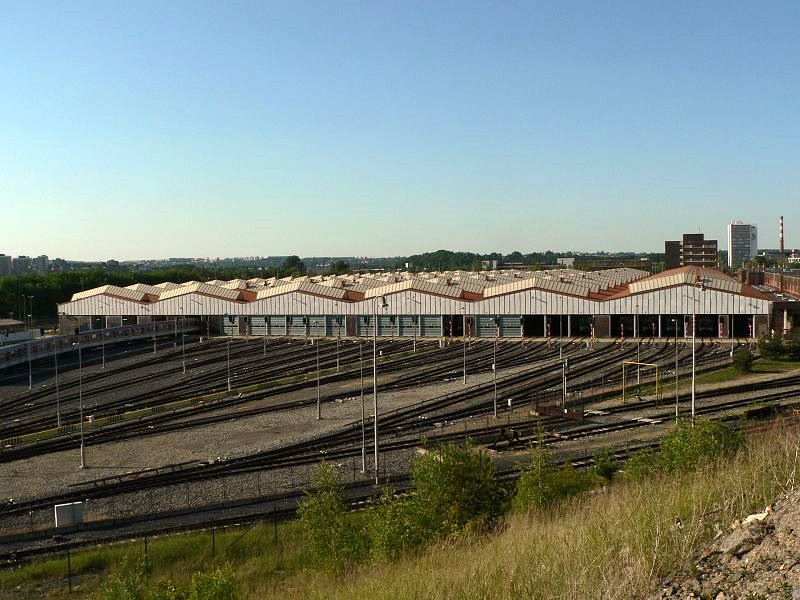
Das Depot Hostivař

Der U-Bahnhof Depo Hostivař ist die östliche Endstation der Prager Metrolinie A im Stadtteil Strašnice (Prag 10). Die Station ist nach einem Depot der Metro Prag benannt, auf dessen Areal sie sich befindet.
Der Betrieb wurde am 26. Mai 2006 aufgenommen. Der Bahnsteig ist ebenerdig zugänglich und somit barrierefrei. Es bestehen Umsteigemöglichkeiten zu öffentlichen Buslinien und in unmittelbarer Nähe befinden sich eine Park-and-Ride-Anlage.

## Depot
Das Depot Hostivař (Depo Hostivař) ist eines von drei Depots der Prager Metro (neben den Depots Zličín und Kačerov). Es ist seit 1985 in Betrieb, erstreckt sich auf eine Fläche von 21,5 Metern und hat eine Kapazität von 200 Wagen. Das Depot ist über ein Verbindungsgleis mit der Station Strašnická verbunden.